# Erreur fondamentale d'attribution

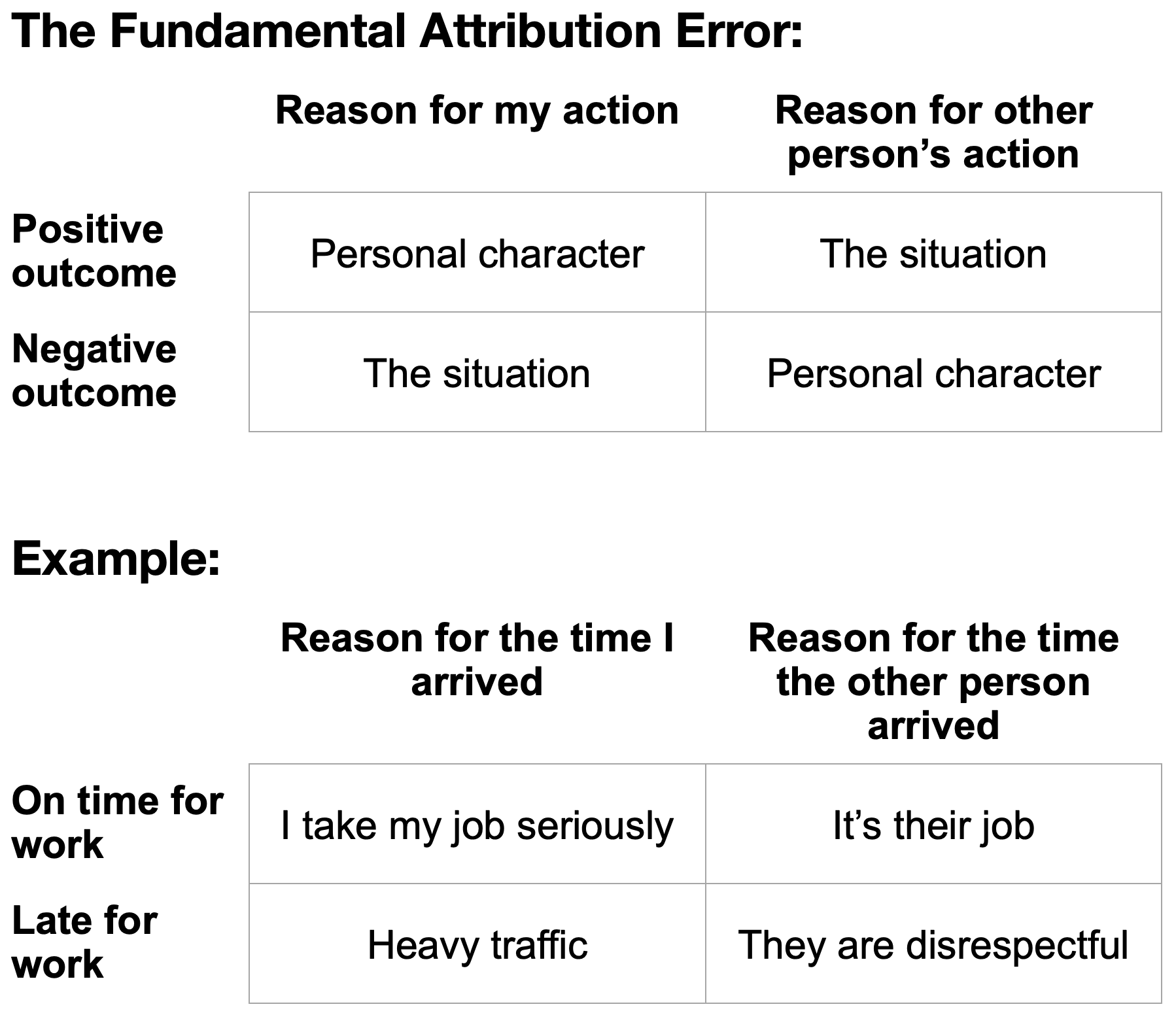
Erreur fondamental d’attribution

L'erreur fondamentale d'attribution est un biais psychologique qui consiste à accorder une importance disproportionnée aux caractéristiques internes d'un agent (caractère, intentions, émotions, connaissances, opinions) au détriment des facteurs externes et situationnels (faits) dans l'analyse du comportement ou du discours d'une personne dans une situation donnée. À l'inverse, ce biais nous incite à considérer les facteurs externes et situationnels parfois de manière disproportionnée par rapport aux caractéristiques internes quand nous sommes à l'origine de la situation.

## Cas d'études et démonstration
En 1965, Jones et Davis formulent l'hypothèse, basée sur la théorie de l'inférence correspondante (en), que les gens attribueraient des comportements apparemment librement choisis aux dispositions internes à l'individu et des comportements apparemment imposés à la situation. Cette hypothèse a été invalidée par l'erreur fondamentale d'attribution.
Ils ont fait lire à des sujets des dissertations pro-Castro et anti-Castro écrites par des auteurs qui avaient exprimé librement leurs opinions et par des auteurs qui défendaient une opinion qui leur avait été attribuée au hasard. Les sujets devaient évaluer l'attitude réelle des auteurs envers Castro. Soit on a dit aux sujets que les auteurs s'étaient exprimés librement, soit, au contraire, on leur a dit que les auteurs avaient défendu un point de vue leur ayant été imposé aléatoirement. Lorsqu'ils croyaient les auteurs libres, les sujets ont naturellement estimé que les dissertations pro-Castro étaient réellement pro-Castro. Cependant, dans le cas où les sujets croyaient que les auteurs défendaient une opinion prédéterminée, en moyenne ils ont tout de même évalué que les auteurs qui avaient tenu des propos pro-Castro étaient réellement pro-Castro.
Dans les deux cas, les sujets ont majoritairement attribué des opinions sincères aux auteurs. Ils ont donné plus de poids aux facteurs internes supposés (opinion personnelle) et n'ont pas tenu compte des facteurs situationnels connus (opinion imposée).
C'est Lee Ross qui introduit le terme d'erreur fondamentale d'attribution en 1977. Dans une expérience menée en collaboration avec Amabile et Steinmetz, Ross démontre à son tour la propension de l'individu à favoriser les causes internes. Dans cette expérience, un premier sujet, désigné comme questionneur, interroge un autre sujet, désigné comme questionné. Les questions portent sur la culture générale et sont rédigées par le questionneur en fonction de ses propres compétences et centres d'intérêt. Des observateurs doivent ensuite évaluer le niveau de culture générale du questionné et du questionneur. Le questionné ne sait bien évidemment pas toujours répondre aux différentes questions qu’a choisies le questionneur. L'expérience révéla que c'est toujours le questionneur qui est jugé le plus cultivé, alors qu'il n'a pas eu à répondre aux questions – et qu'on ne sait pas s'il en connaissait les réponses.

## Causes et origines
Il n'y a pas d'explication universellement acceptée pour l'erreur fondamentale d'attribution. voici quelques hypothèses :
1. La croyance en un monde juste. Croyance selon laquelle l'individu obtient ce qu'il mérite et mérite ce qu'il obtient, dont le concept a été théorisé par Melvin J. Lerner en 1977 [3]. Attribuer les échecs aux causes dispositionnelles plutôt qu'aux causes situationnelles (qui ne peuvent être ni changées, ni contrôlées) satisfait notre croyance en un monde juste où nous avons le contrôle de notre existence. Ceci réduit notre perception des menaces[4],[5], nous donne un sentiment de sécurité et nous aide à trouver un sens aux circonstances difficiles et perturbantes[6].
2. La prééminence de l'acteur. Nous avons tendance à attribuer un effet observé aux causes potentielles qui retiennent notre attention. En observant les autres, la personne est le principal point de référence tandis que la situation est sous estimée et vue comme un simple arrière-plan[7],[8],[9]. À l'inverse, quand nous nous observons nous-même, nous sommes plus conscients des forces qui agissent sur nous. Cette différence de point de vue est responsable du biais acteur-observateur[10].
3. Le manque d'efforts d'ajustement. Même quand nous avons conscience de la contrainte situationnelle sur le comportement de quelqu'un, nous pouvons ne pas prendre en compte simultanément les informations comportementales et situationnelles pour caractériser les dispositions de l'acteur[11]. Initialement, nous utilisons le comportement observé pour caractériser une personne par automaticité (niveau cognitif primaire utilisant les stéréotypes, les motifs répétitifs et les habitudes)[12],[13],[14],[15],[16]. Nous devons faire un effort supplémentaire et conscient pour considérer les contraintes situationnelles. Ceci pourrait expliquer pourquoi les gens qui subissent déjà des charges cognitives importantes commettent des erreurs d'attribution fondamentale à un degré supérieur puisqu'ils disposent de moins d'énergie ou de motivation pour traiter les informations situationnelles[17].

Certains auteurs parlent également de biais d’internalité, consistant à attribuer systématiquement à l’individu la responsabilité de sa conduite.

## Erreur ultime d'attribution
L'erreur ultime d'attribution est, selon Thomas Pettigrew, une variante de l'erreur fondamentale d'attribution qui ne concernerait plus une seule personne mais son groupe d’appartenance. 
Par exemple, un groupe (l'endogroupe) favorise les causes défavorables aux autres personnes (l'exogroupe) et favorise les causes favorables pour l'endogroupe lui-même.

## Critique et remise en cause
Les causes de cette notion sont en réalité très controversées. Elles oscillent entre l'erreur de traitement cognitif des informations (Ross) et la préférence pour les causes internes, en passant par le contrôle (Jean-Léon Beauvois, 1976) ou l'illusion de contrôle (Ellen J. Langer, 1975).[réf. nécessaire]

## Applications
En pratique, l'erreur fondamentale d'attribution entraîne souvent des sophismes puisque les causes internes à l'individu sont presque toujours inconnues des autres ou au moins difficiles à identifier formellement : on ne peut que supposer ses intentions, ses émotions, ses connaissances, ses opinions ou son caractère, sans aucune certitude et sans moyen de vérification. Cela revient donc à invoquer dans le raisonnement des éléments invérifiables auxquels on va donner plus de poids qu'aux faits tangibles (actes ou arguments), et engendre donc un raisonnement à la logique fallacieuse.
Exemples :
- Une personne apparemment en colère formule des critiques violentes. Les témoins attribuent ses propos à la colère (cause interne) plutôt qu'à la situation qui a provoqué la colère (cause situationnelle). Ce mode de raisonnement est couramment utilisé pour discréditer une argumentation sans même avoir à la déconstruire logiquement.
- Une personne glisse et tombe sur un chemin, elle attribue sa chute au chemin glissant (cause situationnelle). La même personne voit une autre personne tomber sur le même chemin, elle attribue sa chute à sa maladresse (cause interne).
- Un groupe de travail prend du retard sur le calendrier et se désorganise. Un collaborateur décide de prendre les choses en main et émerge comme leader. Il attribue son émergence à la désorganisation du groupe (cause situationnelle). Si son collègue émerge à sa place, il attribue l'émergence à son ambition personnelle (cause interne).